# سیکا (خنجر)

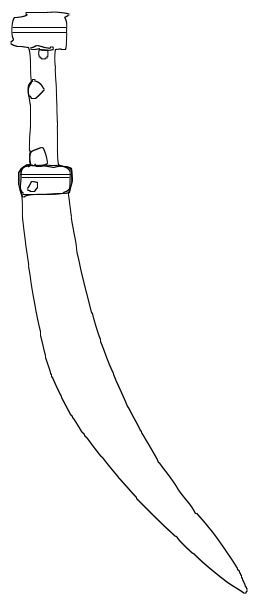

سیکا (انگلیسی: Sica) شمشیر کوتاه یا خنجر بزرگ ایلیری‌ها باستان، تراکیان و داس‌ها است که در روم باستان نیز استفاده می‌شد و منشأ آن فرهنگ هاشتات است.